# Zeltinger Band
De Zeltinger Band uit Keulen is een Duitse rockband uit de NDW-periode.

## Oprichting
In 1979 werd de Zeltinger Band geformeerd door Jürgen Zeltinger (geb. 25 mei 1949), genaamd de Plaat – die Glatze en enkele andere muzikanten. Oprichters waren naast Zeltinger (leadzang), Ralf Engelbrecht (gitaar), Norbert Zucker (basgitaar), Peter Gramen (gitaar), Jaki Liebezeit (drums) en Arno Steffen (gitaar, zang).

## Carrière
Op Weiberfastnacht 1979 had de band in de Keulse nachtclub Roxy haar eerste optreden. De band kwam zo goed over, dat tijdens de resterende carnavalsdagen meerdere (19) concerten volgden. Drummer Jaki Liebezeit verliet de band reeds na enkele optredens en werd vervangen door Uwe 'Schruuv' Fuchs. Ook gitarist Arno Steffen ging zich meer toeleggen op andere projecten.
In augustus 1979 verscheen het eerste album De Plaat im Roxy & Bunker live met als producent Conny Plank. Met het volkslied Mein Vater war ein Wandersmann en de Keuls/Duitse versies van Lou Reed- (Stüverhoff) en Ramones-songs (Müngersdorfer Stadion) bevinden zich daarop nummers, die tot vandaag de dag bij geen concert ontbreken. Müngersdorfer Stadion (B-kant Tuntensong) verscheen als single en ontwikkelde zich tot een hit. In 1980 volgde het studioalbum Schleimig met de single Asi mi Niwoh, met de vaker aangehaalde tekstpassage: ich poliere Kritikern die Fressen, für die Band mach ich das Abendessen. Ook de tweede single kreeg een goede airplay. Typisch voor bijna alle songs is de iets ademloze zang en Keulse spraakstijl van Jürgen Zeltinger. In het voorjaar van 1980 ging de band op een gezamenlijke tournee met de Boomtown Rats en trad op in het ZDF-programma Rockpop en in de talkshow Kölner Treff van Alfred Biolek.
Aan het eind van 1980 verliet gitarist Peter Gramen de band en werd vervangen door Alex Parche. In juli verlieten Alex Parche en Kay Wolf de groep. In de daaropvolgende jaren volgden steeds weer omzettingen tussen de drie oprichters Zeltinger, Engelbrecht en Zucker. Manni Hollaender belastte zich met de gitaar en Edgar 'de Gaulle' Liebert met de drums. In deze samenstelling volgde in 1982 het derde, muzikaal steviger album Der Chef bij Ariola Records. In 1982 trad de band bij een reeds geboekt concert in het kader van de ZDF-uitzendreeks Rockpop in Concert niet op en werd daarop niet meer verder ondersteund door Ariola Records. Ten gevolge van verdere omzettingen kwam het tot 1986 slechts tot de singlepublicaties Zeltinger wird President, Urlaub in Hongkong en Italia. Bergop ging het pas weer in 1986 na de presentatie van de nieuwe manager Serdar Boztepe. Met Schon wieder live en een uitgebreide tournee door Duitsland meldde de band zich in 1986 weer terug met Alex Parche (gitaar) en Robbie Vondenhoff (drums). Vanaf 1988 vervolgde de Zeltinger Band een muzikaal hardere lijn, hetgeen zich in de beide albums Weder Mensch noch Tier (1988) en Ich bin ein Sünder (1990) weerspiegelde. Aan het eind van 1990 verliet Alex Parche wederom de band. Als opvolger kwam in januari 1991 Holger Obenaus de band versterken.
In 1992 legde Jürgen Zeltinger zich toe op andere projecten en publiceerde het album Solo Plaat, waaraan ook Wolfgang Niedecken meewerkte. Ook werkte Zeltinger mee aan het Keulse project Arsch huh, Zäng ussenander tegen rechtsextremisme. In 1993 verscheen het Best Of-album Asi mit Niwoh – Das Beste aus 15 Jahren. Eveneens in 1993 nam de Zeltinger Band vijf nieuwe nummers op, die op de cd Rares für Bares – Das Schrägste aus fünfzehn Jahren, samen met ouder songmateriaal gepubliceerd werden. Met de jaarwisseling 1993/1994 kreeg drummer Markus Ulrich een verwonding aan zijn hand en werd voor enkele maanden vervangen door Charly T (Charles Terstappen), die reeds had gewerkt met Marius Müller-Westernhagen. In de zomer van 1994 verscheen het album Scheiße, waarmee de band terugkeerde naar de bron. Op de cd, die was geproduceerd door gitarist Holger Obenaus en Thomas Hauptmann, zingt Zeltinger onder andere in een duet met Walter Bockmayer het nummer Zu nah am Feuer van Stefan Waggershausen. Uit het album werd het nummer Du bist Scheiße als single uitgegeven. In hetzelfde jaar speelde de band het nummer Ene Mene la le lu in, dat verscheen op de Keulse compilatie Pänz un Bänds un Rock un Roll bij EMI Music.
In 1995 verklaarde Jürgen Zeltinger de band voor ontbonden. Eigenlijk verlieten in feite slechts de bassist Norbert Zucker, gitarist Holger Obenaus en drummer Markus Ulrich de band. Zeltinger ging echter door en haalde de twee oude bekenden Alex Parche en Robby Vondenhoff terug, de basgitaar werd bespeeld door T.S. Crusoe. Korte tijd later vertrok een van de laatste overgebleven oprichters Ralf Engelbrecht. Naast Alex Parche bespeelde Ulf Häusgen de gitaar. Deze werd na enige tijd vervangen door Stephan Neumeier. In 2003 verscheen de live-cd Voila! Leckens am Arsch… met vier nieuwe studionummers, die wederom een steviger tempo inluidde. Aan het eind van 2005 bracht de band de dvd en maxi-cd Mit nacktem Arsch und Rock 'n' Roll uit. Aan het eind van 2007 kreeg gitarist Alex Parche een beroerte. Zijn plaats werd overgenomen door Volker Voigt. De band kreeg een nieuw platencontract bij Emi Music en publiceerde in 2008 het Best Of-album Geschmack, Charakter, Zeltinger.
Ter gelegenheid van het 30-jarig bandjubileum werd in oktober 2008 een concert gegeven in de Keulse Live Music Hall. Naast de actuele bandbezetting kwam ook de oud-bezetting Zeltinger/Zucker/Engelbrecht/Gramen/Wolf/Steffen nog eenmaal samen. Er werden de nummers Sozialamt, Rock'n'Roll Betrug en So wie ein Tiger gespeeld. Ten laatste werd de band versterkt met Ralle Rudnik. In mei 2009 verschenen de eerste drie albums De Plaat – Live im Roxy/Bunker, Schleimig en Chef voor de eerste keer op cd. In 2009 verliet de langjarige gitarist Stephan Neumeier de band en zijn plaats werd ingenomen door Wolfgang Günnewig, die al eens medio jaren 1980 lid van de band was.
De plaats van de inmiddels overleden Alex Parche werd dan op langere termijn opgevuld door Dennis Kleimann, die met Jürgen Zeltinger ook een unplugged-project doorvoerde, wat in 2014 in het album Afjespeck onder de naam Zeltinger/Kleimann resulteerde. De band was in 2016 doorlopend in de studio en live actief en produceerde in het voorjaar van 2016 een nieuw album, dat in september zou verschijnen.

## Bezetting
Huidige leden:
- Jürgen Zeltinger (zang)
- Dennis Kleimann (gitaar, zang)
- T.S. Crusoe (basgitaar, zang)
- Wolfgang Günnewig (gitaar, zang)
- Robbie Vondenhoff (drums)

Voormalige leden
- Arno Steffen (gitaar)
- Norbert Zucker „Sugar“ (basgitaar)
- Ralf Engelbrecht „Roxon“ (gitaar)
- Peter Gramen (gitaar) († 21 september 2012)
- Jaki Liebezeit (drums) († 22 januari 2017)
- Georg Reimer (drums)
- Uwe (Schruuv) Fuchs (drums)
- Earl Hudson (drums)
- Edgar Liebert (drums)
- Frank Müller (drums) († 2007)
- Horst Mittmann (drums)
- Markus Ulrich (drums)
- Alex Parche (gitaar) († 12 maart 2009)
- Holger Obenaus (gitaar)
- Manni Holländer (gitaar) († 18 april 2011)
- Volker Schmitz (gitaar)
- Josef Piek (gitaar)
- Cay Wolf (drums)
- Ulf Häusgen (gitaar)
- Hitta Thomas (toetsinstrumenten)
- Detlev Dierse (toetsinstrumenten)
- Oliver Blahak (gitaar)
- Charly Terstappen (drums)
- Volker Voigt (gitaar)
- Stephan Neumeier (gitaar)

## Discografie
- 1979: De Plaat im Roxy & Bunker live
- 1981: Schleimig
- 1982: Der Chef
- 1987: Schon wieder Live!
- 1988: Weder Mensch noch Tier
- 1989: Ich bin ein Sünder
- 1992: Solo Plaat (als Zeltinger)
- 1993: Asi mit Niwoh - Das Beste aus 15 Jahren
- 1993: Rares für Bares
- 1994: Scheiße!
- 1996: Faktor Z
- 2002: Freunde für's Leben
- 2003: Voila! Leck ens am Arsch
- 2003: Kölsch Jeföhl - De Plaat solo
- 2005: Mit nacktem Arsch und Rock-'n-Roll
- 2006: Alter Wein in neuen Schläuchen
- 2008: Geschmack, Charakter, Zeltinger (30 Jahre Wahnsinn in Vollendung) (dubbel-cd)
- 2008: Nur Kölsch und Schnaps (The Best Of The Rest)
- 2010: Die Rückkehr des Retters
- 2014: Afjespeck (als ZELTINGER/KLEIMANN)